# Warm Up Concerts
Warm Up Concerts fue una gira por Europa de la cantante Tarja Turunen, que se inició el 25 de noviembre de 2007 en Berlín, Alemania. El tour se realizó con motivo de presentarse en shows a la espera del lanzamiento de su primer disco, My Winter Storm. 